# 春口まさ子
春口 雅子（はるぐち まさこ、1964年3月23日 - 2006年6月24日）は、日本の童謡歌手。宮崎県小林市出身。血液型はA型。 

## 来歴・人物
1964年3月23日、宮崎県小林市生まれ。
1985年4月、NHK教育テレビで放送されていた「ワンツー・どん」に歌のお姉さんとして出演。
1997年、日本童謡賞特別賞受賞。
2006年6月24日、死去。

## 出演作品

### テレビ
- ワンツー・どん（歌のお姉さん、1985年4月 - 1988年3月）

### CD
- ヤマハ音楽教室教材　グループレッスン
  - 3歳児ランドコース　みゅーじっくらんど教材　みゅーじっくらんど1,3,4　CD(歌唱)
  - アンサンブルジュニアコース教材　アンサンブルJr3　CD(歌唱)